# Jonathan Raj
Jonathan Raj (Auckland, 30 d'abril de 1989) és un futbolista neozelandès que actualment juga pel Team Wellington del Campionat de Futbol de Nova Zelanda com a defensa.

## Trajectòria esportiva
Raj començà la seva carrera futbolístca amb l'equip jovenil de l'Auckland City el 2008. El juliol va ser transferit a l'equip professional de l'Auckland City i el novembre va debutar en un partit contra el Team Wellington en què perderen 2 a 1 al Newtown Park de Wellington. Aquella temporada Raj jugà en 6 partits amb l'Auckland City, en els quals marcaria 1 gol pel club.
El gener de 2011 Raj va resumir la seva carrera futbolística en ser contractat pel Chicago Fire Premier, equip afiliat amb el Chicago Fire de la MLS. Amb aquest club va jugar fins al gener de l'any següent.
El Team Wellington el va fitxar el gener de 2012. Des d'aleshores Raj ha jugat en 7 partits i ha marcat 1 gol pel club de la capital neozelandesa.

## Palmarès
- Lliga de Campions de l'OFC (1): 2008-09.
- Campionat de Futbol de Nova Zelanda (1): 2008-09.
- Copa White Ribbon (1): 2011-12.